# Seong Seung-min
Seong Seung-min (kor. 성승민; * 13. Mai 2003 in Daegu) ist eine südkoreanische Pentathletin.

## Erfolge
Seong Seung-min ging 2022 erstmals auf internationaler Ebene im Erwachsenenbereich an den Start. Im Juni 2022 sicherte sie sich sogleich einen Weltcupsieg in Ankara, als sie mit der Mixed-Staffel Erste wurde. Einen Monat später gewann sie mit der Mannschaft Silber bei den Weltmeisterschaften in Alexandria. Bei den im September 2023 ausgetragenen Asienspielen 2022 in Hangzhou erreichte Seong zusammen mit Jang Hae-un, Kim Se-hee und Kim Sun-woo den Bronzerang im Mannschaftswettbewerb. Gleich drei Podestplatzierungen gelangen ihr bei den Weltmeisterschaften 2024 in Zhengzhou: mit der Mannschaft belegte sie den zweiten Platz, während sie sowohl mit der Staffel als auch im Einzel jeweils Weltmeisterin wurde.
Einen weiteren Erfolg erzielte Seong bei den Olympischen Spielen 2024 in Paris. Mit 1441 Punkten belegte sie hinter der mit 1461 Punkten siegreichen Olympiasiegerin aus Ungarn, Michelle Gulyás, sowie der Französin Élodie Clouvel, die auf 1452 Punkte kam, den dritten Rang und erhielt damit die Bronzemedaille.